# ベニモンカラスシジミ
ベニモンカラスシジミ（紅紋鴉小灰蝶 Fixsenia iyonis）は、チョウ目（鱗翅目）シジミチョウ科に属するチョウの一つ。

## 概要
1957年（昭和32年）、愛媛県の皿ヶ嶺で発見され、同年のうちに新種として発表された。その後、岡山県・広島県・長野県・静岡県・奈良県・三重県・高知県・徳島県などのごく一部の地域で分布が確認されている。地域的変異が著しい。年一化で、5月下旬から7月上旬ごろ成虫が発生、卵で越冬し翌年孵化するサイクルを持つ。
カラスシジミやミヤマカラスシジミと似るが、前翅表に和名の由来となった橙色の斑紋が現れる点が決定的に異なる。食樹はクロウメモドキ・キビノクロウメモドキなど。これらの樹木は石灰岩質の山地に見られるが、開発等により減少している。

## 分布
中国・近畿・中部・四国のごく一部。国外では中国大陸西部。

## 保全状況評価
ベニモンカラスシジミ四国地方亜種 Fixsenia iyonis iyonis（Ota & Kusunoki）
ベニモンカラスシジミ中国地方亜種 Fixsenia iyonis kibiensis（Shirozu & M. Nanba）
ベニモンカラスシジミ中部地方亜種 Fixsenia iyonis surugaensis（Fujioka）
- 準絶滅危惧（NT）（環境省レッドリスト）